# Bibliotheek Enschede
Bibliotheek Enschede (OBE) is de openbare bibliotheekvoorziening in de gemeente Enschede.
Deze bibliotheek heeft 6 vestigingen: Enschede-Centrum, Zuid, Glanerbrug, Jeugdbibliotheek Prismare, Stadveld en Twekkelerveld.
Op de eerste verdieping van de vestiging Centrum is de muziekbank met onder andere de collectie van voormalige Wereldomroep.
De bibliotheek heeft een wetenschappelijke steunfunctie (WSF).